# Incident te Valparaíso
Het Incident te Valparaíso was een incident dat op 7 maart 1891 in Valparaíso plaatsvond tijdens de Chileense Burgeroorlog.
In de avond van 7 maart voer het transportschip Maipo met aan boord 200 militairen, een aantal officieren, parlementariërs e.a. in het geheim de door het regeringsleger gecontroleerde haven van Valparaíso uit om zich bij de rebellen te voegen. Zij kwamen op 14 maart aan in Iquique, de hoofdplaats van de rebellen.
De desertie van zoveel militairen, politici en burgers naar de rebellen betekende een morele nederlaag voor de regering van president José Manuel Balmaceda.